# Crumb
Crumb es una banda estadounidense de indie rock formada en el 2016. El grupo es una colaboración con sede en Brooklyn de los músicos Lila Ramani (guitarra, voz), Jesse Brotter (bajo, voz), Bri Aronow (sintetizadores, teclado, saxofón) y Jonathan Gilad (batería), quienes se conocieron mientras asistían a la Universidad de Tufts.

## Historia
Ramani, Brotter, Aronow y Gilad se conocieron en Tufts University, a menudo viviendo y tocando juntos hasta 2016, cuando desarrollaron y grabaron una colección de canciones que Ramani había comenzado a escribir en la escuela secundaria y la universidad. La colaboración dio como resultado los dos primeros EP de la banda,  Crumb  (2016) y  Locket  (2017), el último de los cuales se lanzó mientras la banda se dividía entre Boston y Nueva York. Ambos EP se lanzaron de forma independiente, con tiradas limitadas de vinilo y cassette editados por  DIY sello Citrus City Records.
Crumb lanzó su álbum debut,  Jinx , el 14 de junio de 2019. El álbum recibió críticas positivas de los críticos musicales. A fines de ese año, después de una gira estadounidense y su primer visita a México, realizan dos shows en Londres a sala llena.
El 10 de marzo de 2021, la banda compartió "Trophy", el primer sencillo desde 2019. El video musical fue dirigido por Haoyan of America y presenta animaciones de Truba Animation. Su segundo álbum  Ice Melt  fue lanzado el 30 de abril. A fines de año realizarán una gira por los Estados Unidos como presentación del disco. En 2022 visitan por primera vez Sudamérica, estando en Argentina, Brasil y Chile.
En 2023 lanzan dos nuevos sencillos ("Crushxd" y "Dust Bunny") y en paralelo vuelven a girar por Norteamérica y también Europa a fines de ese año.
En 2024 lanzan su tercer album "AMAMA" y dan una gira por América Latina Bv

## Estilo musical
Indie Current describió el sonido de Crumb en 'Locket' como slacker-rock psicodélico.  Paste Magazine llamó a su sonido una mezcla de "psicodelia de los sesenta, jazz suelto y rock indie de forma libre en una amalgama de pop relajante".
Otros los describen como el pop de ensueño Lofi de jazz psicodélico.

## Discografía

### Álbumes de estudio
- Jinx (2019)
- Ice Melt (2021)
- AMAMA (2024)

### EPs
- Crumb (2016)
- Locket (2017)

### Sencillos
- Trophy (2021)
- BNR / Balloon (2021)
- Crushxd (2023)
- Dust Bunny (2023)